# Shake, Rattle and Roll
Singles de Big Joe Turner
TV Mama Well All Right
Shake, Rattle and Roll est une chanson basée sur une structure de blues à 12 mesures, écrite en 1954 par Jesse Stone, sous le pseudonyme de Charles E. Calhoun. Elle est d'abord enregistrée par Big Joe Turner puis, avec plus de succès, par Bill Haley & His Comets. La chanson interprétée par Big Joe Turner est classée no 127 dans la liste des 500 plus grandes chansons de tous les temps du magazine Rolling Stone.

## Origines de la chanson
Au début de 1954, Ahmet Ertegun, directeur d'Atlantic Records suggère à Jesse Stone d'écrire un blues up-tempo pour le blues shouter Big Joe Turner. Stone joue autour avec différentes phrases avant de trouver « shake, rattle and roll ». (Stone utilisait son vrai nom pour les chansons publiées par l'ASCAP et celui de "Charles E. Calhoun" pour le Broadcast Music Incorporated).
Toutefois, l'expression a déjà été utilisée dans de précédentes chansons. En 1919, Al Bernard enregistre une chanson sur les jeux de dés ayant le même titre, évoquant clairement l'action du jet de dés dans une tasse. L'expression est également entendu dans Roll The Bones par l'Excelsior Quartette en 1922.

## Version de Joe Turner
La version de Turner est enregistrée à New York le 15 février 1954. Les chœurs sont interprétés par Jesse Stone, et les cadres du label, Jerry Wexler et Ahmet Ertegün. Le solo de saxophone par Sam "The Man" Taylor. Les autres musiciens sont McHouston "Mickey" Baker à la guitare et le batteur Connie Kay (futur membre du Modern Jazz Quartet). Le disque, publié en avril 1954 sous le nom de Joe Turner And His Blues Kings, atteint la première place des charts R&B du magazine Billboard le 12 juin et s'y maintient pendant trois semaines, et culmine en 22e position des hit-parades pop.
La chanson, dans son interprétation originale, est très sexuelle. Les paroles les plus salaces, qui sont absentes de la version de Bill Haley, sont peut-être « I've been holdin' it in, way down underneath / You make me roll my eyes, baby, make me grit my teeth ». Sur l'enregistrement, Turner marmonne « holdin' it in », car ces mots peuvent être considérés comme trop risqués pour la publication. Le refrain utilise « shake, rattle and roll » pour se référer aux rapports sexuels passionnés, tout comme le sont les mots « rock and roll », d'abord utilisés par de nombreux chanteurs de rhythm and blues, à commencer par "My Man Rocks Me (With One Steady Roll)" de  Trixie Smith en 1922, et tout au long des années 1940 et 1950. Stone a déclaré que la phrase « a one-eyed cat peepin' in a seafood store » (« un chat borgne reluquant un magasin de fruits de mer ») a été suggérée par Sam "Baby" Lovett, musicien de studio d'Atlantic, qui est aussi un sous-entendu érotique, le « chat borgne » désignant l'organe sexuel mâle et les « fruits de mer » faisant référence à l'organe féminin.
Singles de Bill Haley and his Comets
Rock Around the Clock Dim, Dim the Lights

## Version de Bill Haley
La reprise de Bill Haley est enregistrée le 7 juin 1954 (la semaine même où Turner est en tête des charts R&B). Il est accompagné par les membres suivants des Comets : Johnny Grande (piano), Billy Williamson (guitare rythmique), Marshall Lytle (basse), et Joey Ambrose (saxophone). Il est notoire que Danny Cedrone, un musicien qui a souvent travaillé pour Haley, est à la guitare, mais il y a une controverse sur qui joue de la batterie. Les ouvrages de musique de référence indiquent que c'est Panama Francis, un célèbre batteur de jazz qui a travaillé avec Milt Gabler, le producteur de Bill Haley. Toutefois, dans une lettre écrite au début des années 1980, Gabler le nie et déclare que le batteur était Billy Gussak. Dick Richards, le batteur habituel de Bill Haley sur scène, ne joue pas sur cet enregistrement mais a peut-être fourni des chœurs, car il a participe à l'enregistrement d'A. B. C. Boogie, la chanson de la face B. Ce fut la dernière session d'enregistrement de Cedrone, quil mourut dix jours plus tard.
La version de Bill Haley and His Comets paraît le 12 juillet 1954 chez Decca Records et atteint la 7e place des charts pop, restant vingt-sept semaines au total dans le Top 40. Shake, Rattle and Roll sera aussi le titre de la seconde compilation de Bill Haley and his Comets parue en 1955.
Gabler a expliqué qu'il avait « nettoyé » des paroles : « Je ne voulais aucune censure avec les stations de radio. Avec NBC beaucoup d'enregistrements noirs n'étaient pas diffusés à cause des paroles. J'ai donc eu à y regarder de près ».

## Comparaison entre les versions de Turner et Haley
Les deux enregistrements sont considérés comme des classiques. La version d'Haley est plus énergique et lumineuse. Il correspond bien à la définition du rock 'n' roll en tant que fusion de la musique country et du rhythm and blues. Haley avait commencé sa carrière dans la musique country, tandis que Turner était un blues shouter.
La comparaison entre les deux versions illustre les différences entre le blues et le rock 'n' roll. Un accompagnement instrumental simple et rapide est entendu sur la version de Turner. Là où elle utilise une ligne de walking bass, celle des Comets, produite par Milt Gabler, dispose d'une énergique basse slappée. L'arrangement de cuivres modéré chez Turner contraste avec le riff de saxophone ponctuant chaque vers chez Bill Haley, avec l'ensemble du groupe qui crie « Go! » .
Bien que les révisionnistes de musique et les médias américains aient essayé de dépeindre Turner comme une victime de l'industrie musicale à cause de la reprise de Bill Haley, en fait, le succès d'Haley a plutôt aidé Joe Turner, même si celui-ci était déjà connu en tant qu'interprète bien avant Shake, Rattle and Roll. Les auditeurs qui ont entendu la version d'Haley ont recherché celle de Turner. Les deux hommes sont devenus des amis proches, et ont effectué une tournée commune en Australie en 1957. En 1966, à une époque où la carrière de Turner était au plus bas, Haley s'est arrangé pour que ses Comets soutiennent l'ancien musicien pour une série d'enregistrements au Mexique, bien qu'apparemment, Haley et Turner n'aient jamais enregistré Shake, Rattle and Roll en duo.
Des années plus tard, Haley réhabilite la version de Turner, en incorporant davantage de paroles originales dans ses performances live, y compris l'ajout des vers « I've been over the hill and I've been way down underneath », absents de l'enregistrement original d'Haley, lorsqu'il joue la chanson en octobre 1979 pour le programme de Stuart Colman à la BBC. Quand il l'interprète au Bitter End club de New York en 1969 pour la sortie de son album Bill Haley's Scrapbook chez Buddah Records, il change les paroles de Turner « I believe to my soul you're the devil in nylon hose » en « I believe you are doing me wrong and now I know ». Les deux versions de Turner et de Haley contiennent les phrases à double sens « I'm like a one-eyed cat peepin' in a seafood store ». La biographie de Bill Haley par John Swenson, Le Père du Rock and Roll, suggère qu'Haley a gardé cette formule parce qu'il était lui-même aveugle d'un œil. Dans la version de Turner, la jeune fille est enjointe à « sortir de ce lit » ; Haley le transforme en « sortir dans cette cuisine », néanmoins, dans sa version elle est invitée à « préparer mon petit déjeuner parce que je suis un homme qui a faim ». En d'autres termes, elle a passé la nuit avec le chanteur dans les deux versions. Quand Joe Turner a interprété la chanson en 1955 pour le film Rock 'n' Roll Revue (en), il a choisi de chanter l'introduction de Bill Haley.
Les deux versions sont vendues à plus d'un million d'exemplaires, faisant de Shake, Rattle and Roll, l'un des premiers gros succès du rock 'n' roll.
Singles de Elvis Presley
Money Honey Love Me Tender

## Version d'Elvis Presley
Elvis Presley grave deux fois la chanson en studio : une démo enregistrée à la station de radio KDAV à Lubbock, au Texas, en janvier 1955 en vertu d'un contrat signé avec Sun Records (cet enregistrement n'est publié que dans les années 1990), puis en 1956 pour sortir en single chez RCA Victor, qui ne rencontre pas un grand succès. Les deux versions d'Elvis mélangent les paroles d'Haley et de Turner, avec un rythme plus rapide que celle d'Haley. La version publiée en 1956 utilise l'introduction avec le « lit » de Joe Turner, alors que d'autres prises, publiées par RCA dans les années 1990, indiquent que Presley avait prévu à l'origine de commencer la chanson avec la « cuisine » de Bill Haley.
Présentés par Bill Randle, un disc-jockey de Cleveland, Presley, Scotty Moore, Bill Black, et D. J. Fontana interprètent la chanson en medley avec Flip, Flop and Fly, dans l'émission du 28 janvier 1956 du show scénique de Jimmy et Tommy Dorsey (l'intro avec « la cuisine » d'Haley est chantée). Presley a enregistré la chanson avec ces mêmes musiciens. Le disque sort le 8 septembre 1956. Scotty Moore et DJ Fontana chantent aussi les chœurs, comme on peut le voir clairement dans les enregistrements de l'émission, plutôt que de les Jordanaires, qui ont commencé à travailler avec Elvis des mois après la performance chez les frères Dorsey. DJ a dit de cet enregistrement : « C'est la première et dernière fois qu'il nous laisse chanter. Je ne peux pas le blâmer pour ça ». Shorty Long joue du piano sur l'enregistrement de RCA.

## Autres versions
Plus tard, Jesse Stone (Calhoun) co-écrit Flip, Flop and Fly avec Joe Turner, chanson musicalement similaire à Shake, Rattle and Roll, qui suit la même structure simple couplet-refrain. Presley chante Shake, Rattle and Roll à la télévision en medley avec Flip, Flop and Fly. Joe Turner et Bill Haley enregistrent cette chanson ensemble à plusieurs reprises, mais Haley ne réussit à marquer les esprits avec aucun de ces enregistrements. D'autres chansons s'inspirent de Shake, Rattle and Roll comme Bark, Battle and Ball des Platters (une réponse directe du point de vue de la femme), Shake, Holler and Run de John Lee Hooker et Bumpety Bump (Hop, Skip, and Jump) par Smiley Lewis. Dans la même famille, il y a Jump and Jive and Wail par Louis Prima et Rock this Town par les Stray Cats, un top 10 US et UK dans les années 1980. Stone/Calhoun est également crédité comme l'auteur de Rattle My Bones, un morceau de 1956 par les Jodimars (groupe composé d'anciens membres des Comets), qui utilise un couplet similaire et un refrain qui dit, « We're gonna rattle, gonna shake, gonna rattle, gonna shake ». Count Basie et Joe Williams enregistrent leurs propres versions ; la dernière est publiée en 1959.
Parmi les autres enregistrements notables de Shake, Rattle and Roll, on compte une version par Arthur Conley, qui fut un succès en 1967. Elle a aussi été reprise par Buzz Clifford, Sam Cooke, Johnny Horton, The Swinging Blue Jeans, Fats Domino, Jerry Lee Lewis, Chuck Berry, Buddy Holly, Willy DeVille, NRBQ, Huey Lewis and the News, Doc Watson et Canned Heat.
Les Beatles ont été filmés en 1969 lors d'une interprétation informelle de cette chanson, qui sera incluse en 1970 dans le film Let It Be. Un extrait de la chanson a aussi été intégré à un pot-pourri intitulé Medley : Rip It Up / Shake, Rattle and Roll / Blue Suede Shoes et publié sur leur album Anthology 3 en 1996.
Jools Holland enregistre une version big band pour son album de 2008, The Collection.
Shake, Rattle and Roll est également interprétée par le quatuor de Ray Ellington (en) dans l'épisode 1985 (une parodie de 1984 de George Orwell) de la série radio humoristique The Goon Show à la BBC.
La chanson est également à plusieurs reprises adaptée en français : en 1962 par Les Chaussettes noires (Le 2 000 000e disque des Chaussettes noires) ; Eddy Mitchell en 1984, chante Un chèque en bois... c'est drôle (Racines) et Johnny Hallyday Chouette la vie, titre enregistré à Nashville en 1983, lors des séances pour l'album Drôle de métier, mais resté inédit jusqu'en 1993.

## Reconnaissance
La chanson interprétée par Big Joe Turner est intronisée au Blues Hall of Fame en 2001 dans la catégorie « Enregistrements classiques du Blues ».
En 2004, elle est classée no 126 dans la liste des 500 Plus grandes Chansons de Tous les Temps du magazine Rolling Stone. Elle est classée no 127 dans l'édition de 2010.
Elle figure également dans la liste des « 500 chansons qui ont façonné le rock and roll » (500 Songs that Shaped Rock and Roll) du Rock and Roll Hall of Fame.

## Hommage
Le dessin animé musical de Disney, A Symposium on Popular Songs, nommé aux Oscars en 1962, lui rend hommage avec la chanson Rock, Rumble and Roar, écrite par Robert et Richard Sherman.

## Dans la culture populaire
On peut entendre la version de Bill Haley and his Comets, non-créditée au générique, en 1985, dans le film Cluedo, dont l'action se situe en 1954.
La version de Bill Haley est utilisée comme hymne par les Indians de Springfield de la Ligue Américaine de Hockey durant de nombreuses années. Il est également utilisé par la franchise qui a remplacé les Indians en 1994, les Springfield Falcons, ils l'utilisent comme chanson pour leurs buts marqués. Aujourd'hui, ce sont les Springfield Thunderbirds qui l'utilisent comme hymne pour leurs buts et leurs victoires.
On peut entendre la version de Big Joe Turner dans le film Liberty Heights de Barry Levinson sorti en 1999.
Shake, Rattle and Roll est le titre de plusieurs épisodes de différentes séries TV, comme Alf en 1989, Haute Tension en 1996, Nash Bridges en 1997 ou Killer Instinct en 2005. Shake, Rattle and Roll: An American Love Story est aussi le titre d'une Mini-série diffusée sur CBS en novembre 1999.
Le Shake, Rattle and Roll (ou Snap Swinging Neckbreaker) est aussi le nom donné à une prise de catch, utilisée notamment par Brian Gerard James et The Honky Tonk Man.